# フランセス・カー (サマセット伯爵夫人)
フランセス・カー（Frances Carr, 1590年 - 1632年8月23日）は、17世紀イングランドの女性でサマセット伯ロバート・カーの妻。旧姓はフランセス・ハワード（Frances Howard）。トマス・ハワード卿（ノーフォーク公家出身。後に初代サフォーク伯）と妻キャサリンの娘として生まれた。父は16世紀後半から17世紀前半にかけて、裕福な有力貴族として知られる。

## 生涯
13歳の時、14歳のエセックス伯ロバート・デヴルーと結婚。この結婚には政治的な意図があった。2人は結婚式の後に、年少の妊娠は害になるとの考えから同衾させられず、ロバートはそのまま2年以上ヨーロッパ大陸を旅行してまわることになった。この間に、フランセスは当時のプリンス・オブ・ウェールズのヘンリー王子の愛人となった。そしてロバートが帰国した1609年、フランセスはあらゆる努力をして夫を避けた。彼は当時の深刻な病である天然痘を患っており、フランセスは同時期にロバート・カーと恋仲になっていた。フランセスはロバートとの結婚を無効にするために、離婚の理由として彼は不能者であると告発した。これにはロバートも、妻の告発は嘘だと反論。世間を騒がす醜聞となった。
サマセット伯の友人で、相談相手だったオーヴァーベリー卿は、ロバート・カーにフランセスとの結婚をあきらめるべきだと言ったが、自身は有力なハワード家とつながる欲があった。彼は、自身の不遜さが原因で王の不興を買い、ロンドン塔へ収監された。1613年9月、エセックス伯との結婚無効の申し立ては、イングランド王ジェームズ1世の介入（ロバート・カーは王のお気に入りだった）もあり、フランセス側の有利な結果になり、晴れて彼女は独身となった。その決定の11日前に、オーヴァーベリーは殺された。フランセスが人を使って彼を毒殺させたのだと、広く噂された。また、フランセスがヘンリー王子とサマセット伯の愛を得るために呪術を使ったという噂もあり、魔女を嫌うジェームズ1世に追放されたとも言われる。フランセスに雇われた魔女及び呪術師数名が処刑された。
1615年、サマセット伯爵夫妻は、オーヴァーベリー殺人の容疑でロンドン塔に収監された（王の寵愛がロバート・カーからジョージ・ヴィリアーズへ移ったためともいわれる）。容疑者とはいえ、貴族の身分である2人には比較的自由な暮らしが許されていた。獄中で、フランセスは娘アン（後の初代ベッドフォード公ウィリアム・ラッセル夫人）を出産している。夫妻は1622年に証拠不十分で釈放され、フランセスはチャールズ1世の宮廷にも出仕した。
アンの他に子供はなく、サマセット伯爵家はロバート・カーの死後に断絶した。